# Aéroport international de Fuzhou Changle
L'aéroport international de Fuzhou Changle (code IATA : FOC • code OACI : ZSFZ) est un aéroport desservant la ville de Fuzhou, la capitale du Fujian. L'aéroport est inauguré le 23 juin 1997, après 5 années de travaux. L'aéroport accueille actuellement 6,5 millions de passagers annuels.
L'aéroport est situé sur la côte près du Détroit de Taiwan, dans le district de Changle, de Fuzhou, plus précisément, dans son sous-district de Zhanggang (zh), à environ 50 kilomètres à l'est du centre-ville de Fuzhou.
En 2010, l'aéroport accueillait 6 476 773 passagers, faisant de lui le 25e plus important aéroport de Chine.

## Histoire
L'aéroport de Changle a été construit pour remplacer l'ancien aéroport de Fuzhou Yixu (福州义序机场), un aéroport civil et militaire situé dans le district de Cangshan.

## Situation

### Carte des 50 premiers aéroports de Chine
| \| 500 km1:25 016 000 \| Baotou Canton Changchun Changsha Chengdu-CTU Chengdu-TFU Chongqing Dalian Fuzhou Guilin Guiyang Haikou Hailar Hangzhou Harbin Hefei Hohhot Jinan Jinghong Kunming Lanzhou Lhassa Lijiang Nanchang Nankin Nanning Ningbo Pékin · Capitale Pékin · Daxing Qingdao Quanzhou Sanya Shanghaï-Pudong Shanghaï-Hongqiao Shantou-Chaozhou-Jieyang Shenyang Shenzhen Shijiazhuang Taiyuan Tianjin Ürümqi Wenzhou Wuhan Suzhou Xiamen Xi'an Xining Yantai Yinchuan Zhengzhou Zhuhai-Jinwan |
| 500 km1:25 016 000 |

## Statistiques
Le graphique qui aurait dû être présenté ici ne peut pas être affiché car il utilise l'ancienne extension Graph, désactivée pour des questions de sécurité. Des indications pour créer un nouveau graphique avec la nouvelle extension Chart sont disponibles ici.

Voir la requête brute et les sources sur Wikidata.

## Compagnies aériennes et destinations

### Passagers
| Compagnies                                         | Destinations |
| -------------------------------------------------- | --- |
| Air China                                          | Pékin-Capitale, Chengdu-Shuangliu, Chongqing-Jiangbei, Shanghai-Pudong |
| Beijing Capital Airlines                           | Sanya-Phénix, Xuzhou-Guanyin |
| Cambodia Angkor Air                                | Charter : Siem Reap-Angkor |
| Cathay Dragon                                      | Hong Kong |
| Chengdu Airlines                                   | Chengdu-Shuangliu, Guiyang |
| China Eastern Airlines                             | - Bangkok-Suvarnabhumi, - Changsha, - Chengdu-Shuangliu, - Dalian-Zhoushuizi, - Guilin-Liangjiang, - Hohhot, - Huai'an, - Kunming-Changshui, - Lanzhou, - Nankin - Shanghai-Hongqiao, - Shanghai-Pudong, - Singapour-Changi, - Taiyuan-Wusu, - Wuhan, - Xi'an-Xianyang, - Xuzhou-Guanyin, - Yantai, - Zhengzhou |
| China Eastern Airlines opéré par Shanghai Airlines | Changchun, Jining Da'an (en), Shanghai-Hongqiao |
| China Express Airlines                             | Dalian-Zhoushuizi, Lianyungang-Huaguoshan, Liping (zh) |
| China Southern Airlines                            | Canton-Baiyun, Shenzhen-Bao'an, Ürümqi-Diwopu, Wuhan, Xi'an-Xianyang, Zhengzhou |
| China United Airlines                              | Pékin-Nanyuan |
| Citilink                                           | Charter : Manado-S. Ratulangi |
| Chongqing Airlines                                 | Chongqing-Jiangbei, Hengyang |
| Far Eastern Air Transport                          | Kaohsiung |
| Fuzhou Airlines                                    | Changsha, Chongqing-Jiangbei, Guilin-Liangjiang, Guiyang, Haikou, Harbin Taiping, Jinan, Kunming-Changshui, Qingdao-Jiaodong, Shanghai-Pudong, Taiyuan-Wusu, Tianjin Binhai, Xi'an-Xianyang, Yinchuan Hedong, Zhengzhou |
| Hainan Airlines                                    | Pékin-Capitale, Changsha, Dalian-Zhoushuizi, Canton-Baiyun, Lanzhou, Nankin, Taiyuan-Wusu, Ürümqi-Diwopu, Xi'an-Xianyang, Zhengzhou |
| Hebei Airlines                                     | Nankin, Shijiazhuang |
| Hong Kong Airlines                                 | Hong Kong |
| Joy Air                                            | Hefei, Huangshan-Tunxi |
| Juneyao Airlines                                   | Shanghai-Pudong |
| Kunming Airlines                                   | Changsha, Kunming-Changshui |
| Lucky Air                                          | Chengdu-Shuangliu, Guilin-Liangjiang, Kunming-Changshui, Nanning |
| Malaysia Airlines                                  | Kuala Lumpur |
| Maldivian                                          | Bangkok-Suvarnabhumi, Malé Velana |
| Mandarin Airlines                                  | Taïpei-Songshan, Taïwan-Taoyuan |
| Shandong Airlines                                  | Pékin-Capitale, Chongqing-Jiangbei, Guilin-Liangjiang, Qingdao-Jiaodong |
| Shenzhen Airlines                                  | Chengdu-Shuangliu, Dalian-Zhoushuizi, Djakarta-S.-Hatta, Jinan, Jingdezhen, Nankin, Nanning, Osaka-Kansai, Shenyang, Shenzhen-Bao'an, Wuxi/Suzhou, Xi'an-Xianyang, Zhuhai |
| Sichuan Airlines                                   | Changsha, Chengdu-Shuangliu |
| SilkAir                                            | Singapour-Changi |
| Sriwijaya Air                                      | Charter : Denpasar-Bali |
| Tianjin Airlines                                   | Qingdao-Jiaodong, Tianjin Binhai |
| Thai Smile                                         | Charter : Chiang Mai |
| Uni Air                                            | Kaohsiung, Taïwan-Taoyuan |
| West Air                                           | Chongqing-Jiangbei, Wuhan, Zhengzhou |
| XiamenAir                                          | - Bangkok-Suvarnabhumi, - Pékin-Capitale, - Mactan-Cebu, - Changchun, - Changsha, - Chengdu-Shuangliu, - Chongqing-Jiangbei, - Dalian-Zhoushuizi, - Denpasar-Bali, - Ganzhou Huangjin, - Canton-Baiyun, - Guilin-Liangjiang, - Guiyang, - Haikou, - Hangzhou-Xiaoshan, - Harbin Taiping, - Hohhot, - Djakarta-S.-Hatta, - Jeju, - Jinan, - Kaohsiung, - Kota Kinabalu, - Kuala Lumpur, - Kunming-Changshui, - Lanzhou, - Lhassa-Gonggar, - Macao, - Mianyang Nanjiao, - Nankin, - Nanning, - New York-John F. Kennedy, - Osaka-Kansai, - Phuket, - Qingdao-Jiaodong, - Sanya-Phénix, - Shanghai-Hongqiao, - Siem Reap-Angkor, - Shenyang, - Shenzhen-Bao'an, - Singapour-Changi, - Sydney-K. Smith, - Taïpei-Songshan, - Taïwan-Taoyuan, - Taiyuan-Wusu, - Tianjin Binhai, - Tokyo-Narita, - Ürümqi-Diwopu, - Wuhan, - Wuxi/Suzhou, - Xi'an-Xianyang, - Xichang (en), - Xining-Caojiabao, - Yinchuan Hedong, - Zhengzhou |

Édité le 03/02/2018

### Cargo
| Compagnies            | Destinations                                    |
| --------------------- | ----------------------------------------------- |
| China Postal Airlines | Nankin, Taipei-Songshan, Taipei-Taoyuan, Xiamen |

## Crédit d'auteurs
- (en) Cet article est partiellement ou en totalité issu de l’article de Wikipédia en anglais intitulé « Fuzhou Changle International Airport » (voir la liste des auteurs).